# ジョセフィーン郡 (オレゴン州)
ジョセフィーン郡（英: Josephine County）は、アメリカ合衆国オレゴン州に属する郡である。人口は8万8098人（2020年）。郡庁所在地はグランツパス。名称は『オレゴン・ジオグラフィック・ネームズ』に拠れば、この地を流れるジョセフィーン川（Josephine Creek）に由来し、遡ればバージニア・ジョセフィーン・ロリンズ・オートというこの地に最初に入植した女性の名前に由来するという。

## 経済
オレゴン準州時代、郡の主要産業は金鉱業と、金鉱業に従事する労働者への食料などの流通であった。鉱業はおもにローグ渓谷とイリノイ渓谷を中心に盛んになった。しかし1850年代末になると、金鉱業は次第に先細りになり、それに伴って人口も減少を始めた。1859年、金がブリティッシュコロンビア州のフレーザー川で発見されると、多くの人々がジョセフィーン郡を離れ、ブリティッシュコロンビアに去っていった。
ジョセフィーン郡はジャクソン郡とともに、ローグバレーAVAとアップルゲートバレーAVAというワイン用の葡萄栽培地域がある。アメリカ合衆国政府はジョセフィーン郡の大部分の土地を所有している。たとえばアメリカ合衆国土地管理局は、ジョセフィーン郡内の28%の地域を所有しており、そのほとんどがオレゴン・カリフォルニア鉄道の周辺地域である。その他、アメリカ合衆国林野局は郡内の39%の土地を所有している。
グランツパスは今、ローグ川における魚釣りやボートなど、一連のレクリエーションの出発地点となっている。イリノイ川は、ローグ川の支流の一つとして、景勝地に指定されている。

## 地理
アメリカ合衆国国勢調査局の調べに拠れば、ジョセフィーン郡の総面積は4,250km2（1,642mi2）であり、内訳は陸地が4,200km2（1,640mi2）、水域が5.2km2（2mi2）で水域率は0.12%である。

### 隣接郡
- カリー郡 - 西
- ジャクソン郡 - 東
- ダグラス郡 - 北
- デルノルト郡 - 南西
- シスキュー郡 - 南

### 国立保護地域
- オレゴンケーブス国定公園
- ローグ川＝シスキュー国有林（一部）

## 人口統計
2000年の国勢調査では、この地域の人口は75,726人で、31,000世帯、21,359家族が暮らしていた。人口密度は46/mi2（18/km2）だった。642.1/sq mi（247.8/km2）の平均密度に33,239軒の住宅が建っている。人種構成は、白人93.90%、アジア系0.63%、アフリカン・アメリカン0.27%、先住民1.25%、太平洋諸島系0.11%、その他の人種1.17%、および混血2.68%である。人口の4.26%はヒスパニックまたはラテン系だった。先祖構成は、ドイツ系18.5%、イングランド系14.3%、10.4%アイルランド系、9.3%アメリカ系であった。住民の95.6%が英語を、2.8%がスペイン語を第一言語としている。
31,000世帯のうち、26.90%が18歳未満の子供と一緒に生活しており、54.40%は夫婦で生活している。10.40%は未婚の女性または寡婦が世帯主であり、31.10%は結婚していない。25.40%は1人以上の独身の居住者が住んでおり、12.10%は65歳以上で独身である。1世帯の平均人数は2.41人であり、結婚している家庭の場合は、2.85人である。
地域の住民は23.10%が18歳未満の未成年、18歳以上24歳以下が6.50%、25歳以上44歳以下が23.20%、45歳以上64歳以下が27.20%、および65歳以上が20.10%にわたっている。中央値年齢は43歳である。女性100人ごとに対して男性は94.60人である。18歳以上の女性100人ごとに対して男性は91.10人である。
この地域の世帯ごとの平均的な収入は31,229米ドルであり、家族ごとの平均的な収入は36,894米ドルである。男性は30,798米ドルに対して女性は22,734米ドルの平均的な収入がある。この地域の一人当たりの収入 (per capita income) は17,234米ドルである。人口の15.00%および家族の11.30%は貧困線以下である。全人口のうち18歳未満の21.10%および65歳以上の6.80%は貧困線以下の生活を送っている。

## 歴史
1852年にセイラーディギングス（後のウォルド）で豊富な砂鉱が発見されると、ゴールドラッシュが起こり、この地域への入植が始まった。アメリカ陸軍の要塞がいくつか設置され、ローグリバー・インディアン戦争（1855年〜1858年）の際には重要な基地として用いられた。1851年、ある探鉱者グループがイリノイ川で探索を行い、南オレゴンで初めてとなる金の発見に成功した。このグループにはフロイド・ロリンズと娘ジョセフィーン・ロリンズ・オートがおり、娘の名前が後に郡名として用いられることになる。1856年1月22日、オレゴン準州議会でジャクソン郡から新しい郡を分離設立する法案が可決され、ジョセフィーン郡が設立した。郡庁はセイラーディギングス（後のウォルド）に置かれた。ジョセフィーン郡はオレゴンで19番目に設置された郡であり、準州時代における最後の郡となった。
1883年、オレゴン・カリフォルニア鉄道が、当時はジャクソン郡だったグランツパスに初めて到達した。
1885年、郡庁所在地がカービーに遷都し、カービーに郡内初の刑務所が建てられた。同年、オレゴン州議会はジャクソン郡とジョセフィーン郡の間にある郡境線の調整を行い、グランツパスがジョセフィーン郡に属することになった。この境界線の調整は、ある鉄道会社の本社をジョセフィーン郡内に置くことが第一の目的であった。1886年6月、ジョセフィーン郡の郡庁所在地を決める住民投票があり、カービー、ウィルダービル、グランツパスの3つの候補地の中から716票中116票の成績でグランツパスが選ばれた。
1920年代になると郡は観光事業に力を入れ始めた。1922年、グランツパス・ケーブメンという後援会が設立し、会員はイベントの度に毛皮を身に纏い、棍棒を振り回した。この後援会が主催したイベントは、道路の封鎖するだけの単純なものから、サンフランシスコ＝オークランド・ベイブリッジ工事の入札、果てはマーク・ハットフィールドや1948年大統領選挙出馬中のトマス・E・デューイなどの政治家を勧誘するまで様々であった。ロシアの新聞はグランツパス・ケーブメンの写真を掲載し、「アメリカで金持ちが遊び回る方法」を紹介した。1920年代までにローグ川を渡す橋が複数建設されたが、人や車を運ぶためのフェリーは依然として使用され続けた。グランツパス初の橋梁は、1890年の洪水によって崩壊した。ジョセフィーン郡で最初の新聞は『アーガス』紙で1885年3月13日に創刊されたが数カ月で廃刊、その3週間後には『グランツパス・クーリエ』紙が創刊された。ジョセフィーン郡で最初に絞首刑が執行されたのは1897年だった。L・W・ネルソン死刑囚がチャールズ・ペリー殺害を自白したのは、ネルソンの首に縄が巻かれた時だったという。
元々、ジョセフィーン郡への貨物輸送には、荷馬が用いられていた。トレイルの整備が進むと、荷馬車が使われるようになった。また、交通機関の筆頭格として、駅馬車が1914年まで用いられた。1914年には自動車による輸送が始まり、以前は24時間掛かっていたカリフォルニア州のクレセントシティからグランツパスまでの輸送が、12時間に短縮された。
ポートランドからの直通列車がグランツパスに来るようになったのは、1883年のクリスマスイブの日である。カリフォルニアからの列車は、シスキュー山脈での線路工事が難航したため、1887年になってやっと開通した。ジョセフィーン郡では、オレゴン・カリフォルニア鉄道が運行していた。1923年、ジョセフィーン郡で民間飛行が始まり、アメリカ在郷軍人会飛行場で離着陸が行われるようになった。現在、この飛行場は工場団地となっている。

### 少数民族
ジョセフィーン郡設立に充てられた土地にはアメリカインディアンが数部族住んでいたが、彼らのほとんどはローグ川インディアン戦争の終戦までにグランドロードにあるインディアン居留地に強制移住させられた。その後まもなくして、一部の例外を除いて南西部オレゴンにいる全てのインディアンは、海岸地域にある居留地（現在はシレッツ居留地として知られる）に強制移住させられた。
またジョセフィーン郡には、多くの中国人が住んでいたことでも知られる。彼らは、この地での労働に興味を失った白人から金鉱採掘権を購入し、鉱業に勤しんだ。彼らは土地を所有することが出来なかったのにもかかわらず、金採掘に伴う税金を払うことを課せられたり、低級の採掘権に格下げさせられるなど不当な仕打ちを受けた。

### 図書館
2007年5月、郡政府の財源不足により、ジョセフィーン郡にある図書館が全て閉鎖した。2007年9月、地域の委員会メンバーらによって、ジョセフィーン・コミュニティ・ライブラリーズ社が設立。2008年12月20日にグランツパスの図書館、2009年9月5日にイリノイ渓谷の図書館、2009年11月7日にはウィリアムズの図書館が再オープンした。2009年12月19日、ウォルフクリークの図書館の開館をもって、ジョセフィーン郡の4つ全ての図書館が再開した。
ジョセフィーン・コミュニティ・ライブラリーズ社は非営利で非政府の図書館システムである。資金援助をしてくれるメンバーは運営資金のために寄付金を納めており、彼らは図書館運営のスタッフとしても働いている。

## 大統領選挙
ジョセフィーン郡は大投票選挙に関する限りオレゴンでも有数の共和党の支持率が高い郡である。1964年の大統領選挙では、オレゴンでバリー・ゴールドウォーターの支持が多数派を占めたのはたった2郡だったが、その一つがジョセフィーン郡だった。ジョセフィーン郡では、1936年のフランクリン・D・ルーズベルトを最後に、民主党の支持率が共和党を上回ったことはない。もっとも最近12年間は徐々に民主党支持に傾いてきてはいるが、2008年の選挙の時もジョン・マケインが55.2%の支持率を死守し、共和党が優勢となった。

## 都市と町
- グランツパス（郡庁所在地）
- ケーブジャンクション

### 非法人共同体、国勢調査指定地域
| - ガリス - ゴールデン - グリーンバック - ハーベック＝フルートデール | - ホランド - ヒューゴ - カービー - マーリン | - マーフィー - オブライエン - プレーサー - プレザントバレー | - レッドウッド - セルマ - サニーバレー - タキルマ | - ウォルド - ウィルダービル - ウィリアムズ - ウォルフクリーク | - ワンダー |